# Saccharum filifolium
Saccharum filifolium är en gräsart som beskrevs av Ernst Gottlieb von Steudel. Saccharum filifolium ingår i släktet Saccharum och familjen gräs. Inga underarter finns listade i Catalogue of Life.